# معركة وادي اللحم

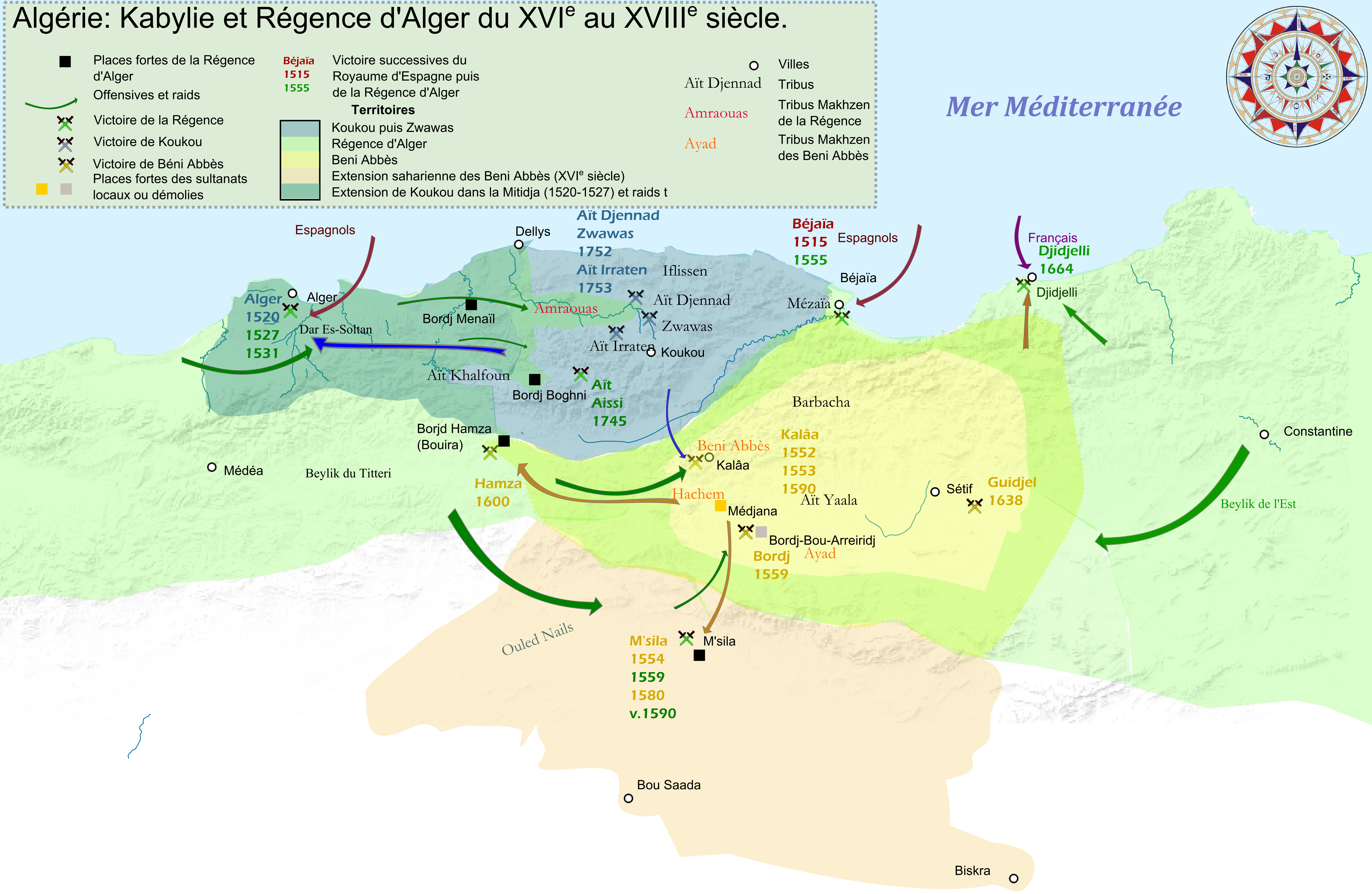
خريطة تاريخية لمملكة بني عباس وكوكو. بحسب: -Euratlas -Louis Rinn

معركة وادي اللحم معركة وقعت بين إيالة الجزائر وسلطنة بني عباس عام 1554، كانت بعد عام من معركة القلعة التي حصلت أيضًا بين هذين الدولتين، إذ كانت تلك الفترة حربًا مشتعلة بين مملكة بني عباس والجزائر العثمانية.
تمتعت مملكة بني عباس القبايلية المستقلة بعلاقات ودية مع وصاية العثمانية على الجزائر، بل قاتلت معًا ضد السعديين عام 1551. في عام 1552 قاد صالح ريس والسلطان عبد العزيز من قلعة بني عباس حملة مشتركة ناجحة إلى تقرت وورقلة. تقدم صالح ريس ريس مع 3000 فارس و1000 سباه بالإضافة إلى 8000 مساعد من القبائل بقيادة السلطان عبد العزيز. واستطاع صالح ريس من اقتحام مدينة تقرت بعد أربعة أيام من حصاره لها وغزا ايضًا مدينة ورقلة، وفرض غرامة كبيرة على اثنين من كبار رؤساء المدينة وعاد إلى الجزائر بغنائم ضخمة تضم ذهبًا و 5000 عبدا. كان السلطان عبد العزيز سلطان بني عباس غير راضٍ عن نصيب الغنائم الذي حصل عليه بعد اقتسام الغنائم، لذلك اتهم الأتراك الجزائريون سلطان بني عباس أنه عدوا لهم، وندد به حسن قورصو. كانت هذه الأحداث هي التي تسببت في الصراع بين السلطان عبد العزيز وإيالة الجزائر.
عام 1553 هزم السلطان عبد العزيز الأتراك في معركة القلعة مما جعلهم متعطشين للانتقام. في العام التالي، قاد سنان باشا ثلاثة أو أربعة آلاف رجل في حملة ضد السلطان عبد العزيز. هاجم عبد العزيز سنان ريس في منطقة وادي اللحم حيث قُتل الأتراك هناك وانهزموا وخرج السلطان عبد العزيز منتصرًا من المعركة.